# Теню Бойдев
Теню Димитров Бойдев е български военен деец, полковник, участник в Балканската (1912 – 1913) и Междусъюзническата война (1913), командир на 63-ти пехотен полк по време на Първата световна война (1915 – 1918).

## Биография
Теню Бойдев е роден на 29 юни 1866 г. в с. Криво поле, Хасковско. На 18 май 1889 завършва Военно на Негово Княжеско Височество училище в 11-и випуск и е произведен в чин подпоручик. По време на Балканската война (1912 – 1913) командва 1-ва дружина от 23-ти пехотен шипченски полк. През 1914 година майор Теню Бойдев, който до това време е командир на 23-ти пехотен шипченски полк е назначен за началник на 23-от полково военно окръжие.
Достига до звание полковник и служи като началник на 23-то полково окръжие. През Първата световна война (1915 – 1918) командва 63-ти пехотен полк. Заедно със сина си Васил Бойдев са ранени в Битоля по време на войната. Уволнен е от служба и преминава в запаса през 1918 година.

## Семейство
Полковник Теню Бойдев има двама сина – генерал-лейтенант Васил Бойдев и подполковник Антон Бойдев.

## Военни звания
- Подпоручик (18 май 1889)
- Поручик (2 август 1892)
- Капитан (1900)
- Майор (1911)
- Подполковник (1915)
- Полковник (30 май 1917)